# Ferrocarril Elèctric Keihan
El Ferrocarril Elèctric Keihan (京阪電気鉄道, Keihan Denki Tetsudō) és una companyia privada de ferrocarril fundada el 1910 amb seu a la ciutat d'Osaka i que opera els seus serveis a les prefectures d'Osaka, Kyoto i Shiga.
El nom de l'empresa, Keihan, deriva de la unió del primer kanji o ideograma xinés de la paraula Kyoto i del segon de la paraula Osaka, ambdós en lectura xinesa u onyomi, fent referència a l'àrea geogràfica de la companyia.

## Història
La companyia va iniciar el seu primer servei amb una línia entre les ciutats d'Osaka i Kyoto el 1910. El ferrocarril Keihan va ser la primera empresa en operar una línia de ferrocarril elèctric entre les dues capitals, així com la primera línia a la banda esquerra del riu Yodo. Més tard, el ferrocarril Keihan compraria les línies a l'àrea d'Otsu, Shiga.
A la dècada de 1920, la Keihan va construir una altra línia entre Osaka i Kyoto mitjançant la seua subsidiaria Ferrocarril Nou Keihan (新京阪鉄道, Shin-keihan-tetsudō), que s'integrà dins de Keihan el 1930. Aquesta línia és actualment la línia principal Hankyū Kyoto.
El 1943, en plena Segona Guerra Mundial i amb els transports nacionals intervinguts pel govern, aques va forçar una fusió entre la Keihan i el Ferrocarril Exprés Hanshin, formant una nova companyia anomenada Ferrocarril Exprés de Keihanshin (京阪神急行電鉄, Keihanshin Kyūkō Dentetsu). El 1949, ja acabada la guerra, Keihan reprengué la seua activitat amb la independència d'abans de la guerra i el ferrocarril Keihanshin es transformà en l'actual Ferrocarril Elèctric Hankyū.

## Línies

### Keihan
Les següents línies circulen i connecten les prefectures d'Osaka i Kyoto, així com les seues capitals.
| Color i icona | Color i icona | No.    | Nom               | Nom original | Inaugurada | Darrera extensió | Llargaria | Estacions |
| ------------- | ------------- | ------ | ----------------- | ------------ | ---------- | ---------------- | --------- | --------- |
| Blau          |               | 1      | Línia principal   | 京阪本線     | 1910       |                  | 49,3 km   | 42        |
| Blau          |               | 2      | Línia Ōtō         | 鴨東線       | 1989       |                  | 2,3 km    | 3         |
| Blau          |               | 3      | Línia Nakanoshima | 中之島線     | 2008       |                  | 3 km      | 5         |
| Blau          |               | 4      | Línia Katano      | 交野線       | 1929       |                  | 6,9 km    | 8         |
| Blau          |               | 5      | Línia Uji         | 宇治線       | 1913       |                  | 7,6 km    | 8         |
| Total:        | Total:        | Total: | Total:            | Total:       | Total:     | Total:           | 69,1 km   | 66        |

### Ōtsu
La línia Keishin, com indica el seu nom, fa el trajecte entre les prefectures de Kyoto i Shiga, mentres que la línia Ishiyama Sakamoto circula exclusivament dins de la prefectura de Shiga.
| Color i icona | Color i icona | No.    | Nom                     | Nom original | Inaugurada | Darrera extensió | Llargaria | Estacions |
| ------------- | ------------- | ------ | ----------------------- | ------------ | ---------- | ---------------- | --------- | --------- |
| Celest        |               | 1      | Línia Keishin           | 京津線       | 1912       |                  | 7,5 km    | 7         |
| Celest        |               | 2      | Línia Ishiyama-Sakamoto | 石山坂本線   | 1913       |                  | 14,1 km   | 21        |
| Total:        | Total:        | Total: | Total:                  | Total:       | Total:     | Total:           | 21,5 km   | 28        |

### Altres
| Color i icona | Color i icona | No.    | Nom             | Nom original | Inaugurada | Darrera extensió | Llargaria | Estacions |
| ------------- | ------------- | ------ | --------------- | ------------ | ---------- | ---------------- | --------- | --------- |
| Cap           |               | 1      | Línia Funicular | 鋼索線       | 1926       |                  | 0,4 km    | 2         |
| Total:        | Total:        | Total: | Total:          | Total:       | Total:     | Total:           | 0,4 km    | 2         |